# 粟屋隆信
粟屋 隆信（あわや たかのぶ）／三吉 隆述（みよし たかのぶ）は、戦国時代後期から安土桃山時代にかけての武将。備後国の国人・三吉氏の一門で、安芸国高田郡粟屋村の勝山城城主。官位は刑部少輔。

## 生涯
享禄4年（1531年）、備後国の国人である三吉致高の次男として生まれ、叔父・久高の養子となった。隆信が在名を名乗る粟屋郷は15世紀後半には宍戸氏の領土であったものを三吉氏が戦で獲得したと考えられている。
天正16年（1588年）に死去する兄の三吉隆亮より、兄の子である三吉広高の後見人を任された。
隆信は武術を修め、硬骨練直な性格であったため、甥・広高に厳格な指導をし、三吉氏家臣の武士に対しても厳重な態度をとっていたが、その態度が横柄であったともいう。そのため、周りの家臣に専横な態度だと思われて不満を抱かれ、天正19年（1591年）、広高の命により比叡尾山城で誅殺された。その際に「我、今運拙く誘殺に遭う。然れども、我が魂魄ながく此の土に留まりて、汝を亡ぼさん」と言い残したため、広高は居城を比叡尾山城から比熊山城に移したという。
また、隆信の霊を鎮魂するべく、広高により三吉聖霊隆信を、若宮八幡神社の境内に粟屋神社を建てて祭ることとなった。以後、八幡大明神の守護神となり、現在も若宮神社を守護している。

## 墓碑
隆信の墓と伝えられるものは2ヶ所存在する。
1. 粟屋の龍興寺跡の墓
  - 龍興寺は、山号を法霊山といい、臨済宗の寺。龍興寺は三吉隆信の建立した菩提寺（香華院）であったが、三吉氏が所領を失った後は荒廃した[2]。その後、寛文5年（1665年）3月に宗庚が中興したが再び衰微し、明治18年（1885年）に廃寺となった[2]。更に明治35年（1902年）12月には建物も売却し、寺号は岐阜県揖興郡鶯村に移転した[2]。
2. 岩屋寺公園内の墓
  - 岩屋寺付近にあるもう一つの墓は、自然石で小さく、『双三郡誌』には「粟屋隆述墓」として「畠敷にあり、高田郡勝山城主なり、比叡尾山城主広高に殺され此地に葬る」と記述されている。地元の人間がその霊をおそれ供養塔として祀ったものと思われる。